# Mazinger Edition Z: The Impact!
Mazinger Edition Z: The Impact! (真マジンガー 衝撃！Ｚ編?, Shin Majingā shōgeki! Z hen, lett. "L'impatto del Vero Mazinger! Capitolo Z") è una serie televisiva anime del 2009 basata su diverse opere di Gō Nagai, a partire dal manga Mazinga Z, scritto e disegnato dallo stesso Nagai prima della partenza della serie animata degli anni '70.

## Trama
La trama di Mazinger Edition Z: The Impact! ruota attorno a Koji Kabuto, un giovane coraggioso che si trova al centro di una lotta epica per il destino dell’umanità. Dopo la morte misteriosa del nonno, il professor Juzo Kabuto, Koji scopre di aver ereditato il potente robot Mazinger Z, costruito per combattere le forze malvagie del Dottor Inferno (Doctor Hell), uno scienziato senza scrupoli deciso a dominare il mondo con il suo esercito di mostri meccanici.
Mentre Koji apprende a pilotare Mazinger Z, si rende conto che questo robot rappresenta un’arma definitiva che può essere usata per salvare il mondo o distruggerlo, a seconda di chi ne ha il controllo. La sua alleata principale è Sayaka Yumi, che pilota il robot Aphrodite A, mentre la squadra si scontra con le forze del Dottor Inferno, tra cui il temibile Barone Ashura, una figura inquietante metà uomo e metà donna, creata dai resti di antichi guerrieri.
La storia non si limita alla classica battaglia tra bene e male, ma introduce trame più complesse, con tradimenti, alleanze inaspettate e rivelazioni legate al passato di Mazinger e dei suoi personaggi. Col tempo, emergono verità nascoste sull’origine del robot e sugli scopi del professor Kabuto, mentre Koji deve affrontare le sue paure e diventare un vero eroe.
Questo reboot mescola scene d’azione spettacolari con momenti drammatici e approfondimenti sui personaggi, offrendo una versione più moderna e ricca della saga originale.

## Personaggi
- Koji Kabuto (兜甲児?, Kabuto Kōji)
- Sayaka Yumi (弓さやか?, Yumi Sayaka)
- Shiro Kabuto (兜シロー?, Kabuto Shiro)
- Dr. Hell (Dr.ヘル?, Dokutā Heru)
- Barone Ashura (あしゅら男爵?, Ashura Danshaku)

## Produzione
La serie riprende alcune delle scene e situazioni già viste delle opere di Nagai e derivate aventi come protagonisti i vari Mazinger, rivisitandole in chiave moderna e collegandole tra di loro in modo inedito. Vi sono anche citazioni grafiche da altre serie di Nagai come la presenza di creature ispirate a Mao Dante, una statua di Devilman e uno dei mostri di Hell assomigliante a Groizer X (e chiamato proprio Groizer X 10 dal Conte Blocken). Gli episodi sono raggruppati in modo da formare delle storie strettamente collegate tra di loro, ma si lascia intendere (per esempio dalle discussioni dei protagonisti sui mostri affrontanti) che siano solo alcuni degli avvenimenti avvenuti nell'anno circa in cui si svolge la trama nel suo complesso.
La serie fa un ampio uso di una narrazione non lineare e di flashback, questi sono impiegati sia per mostrare avvenimenti avvenuti precedentemente all'epoca del "presente" in cui è ambientata, sia interrompendo bruscamente le scene e mostrando solo successivamente (nello stesso episodio o in quelli seguenti, spesso in maniera frammentaria) come queste si siano concluse. L'uso di questo artificio ben si presta ad essere impiegato in combinazione col comportamento di alcuni personaggi, che durante la serie manterranno dei segreti sulla loro reale identità ed i loro scopi, rivelati man mano che la storia avanza. Lo stesso primo episodio, dopo un'introduzione in cui Koji si rivolge direttamente agli spettatori, non è altro che un collage di scene (decontestualizzate) provenienti dal resto della serie e scene appartenenti a quella che dovrebbero essere la conclusione della storia, che poi si chiude (con un finale aperto) nei primi secondi del secondo episodio. Spesso si alternano scene tragiche ad altre comiche, mentre la voce narrante (a cui a volte si rivolgono anche ironicamente gli stessi protagonisti) adotta quasi sempre toni epici e solenni. I dialoghi dei personaggi sono sovente impostati in modo che questi parlino tra di loro anche a grandi distanze, senza che si sia una reale spiegazione a livello di trama relativa a questa capacità, se non quella di rendere il confronto tra gli stessi più coinvolgente.

### Edizione italiana
L'edizione italiana è stata curata da Yamato Video. Il doppiaggio, diretto da Aldo Stella ed Elisabetta Cesone con dialoghi di Roberta Poggio, è stato eseguito presso lo studio Raflesia.

## Episodi
| Nº | Titolo italiano Giapponese 「Kanji」 - Rōmaji - Traduzione letterale | In onda           | In onda          |
| Nº | Titolo italiano Giapponese 「Kanji」 - Rōmaji - Traduzione letterale | Giapponese        | Italiano         |
| 1  | Fino alla fine 「大団円」 - Daidan'en – "Finale" | 4 aprile 2009     | 21 gennaio 2011  |
| 2  | Mazinger Z 「始動!マジンガー!」 - Shidō! Majingā! – "Partenza! Mazinger!" | 11 aprile 2009    | 21 gennaio 2011  |
| 3  | L'armata Ashura 「出撃!あしゅら軍団!」 - Shutsugeki! Ashura Gundan – "Sortita! L'armata di Ashura"                                                                                                | 18 aprile 2009    | 28 gennaio 2011  |
| 4  | La prima battaglia 「激戦!機械獣VSマジンガー」 - Gekisen! Kikaijū VS Majingā – "Battaglia violenta! Bestie meccaniche contro Mazinger"                                                            | 25 aprile 2009    | 28 gennaio 2011  |
| 5  | Il conte Blocken 「強襲!ブロッケン伯爵」 - Kyōshū! Burokken Hakushaku – "Assalto! Il Conte Broken"                                                                                                | 2 maggio 2009     | 4 febbraio 2011  |
| 6  | Raggi fotonici 「発射!光子力ビーム!!」 - Hassha! Kōshiryoku Bīmu!! – "Fuoco! Beam fotonici!!" | 9 maggio 2009     | 11 febbraio 2011 |
| 7  | I mostri meccanici dell'isola di Bardos 「伝説!バードス島の機械獣!」 - Densetsu! Bādosu Tō no Kikaijū! – "Leggenda! Le bestie meccaniche dell'isola Bardos!"                                      | 16 maggio 2009    | 18 febbraio 2011 |
| 8  | La genesi del Barone Ashura 「誕生!あしゅら男爵!」 - Tanjō! Ashura Danshaku! – "Nascita! Barone Ashura!"                                                                                          | 23 maggio 2009    | 25 febbraio 2011 |
| 9  | Attacco al Giappone 「発動!日本侵略作戦!」 - Hatsudō! Nippon Shinryaku Sakusen! – "Messa in atto! Operazione invasione Giappone!"                                                                 | 30 maggio 2009    | 4 marzo 2011     |
| 10 | I cinque di Kurogane 「鉄壁!くろがね五人衆!」 - Teppeki! Kurogane Go-Ninshū! – "Fortezza! I cinque di Kuroganeya!"                                                                                | 6 giugno 2009     | 11 marzo 2011    |
| 11 | Attacco a tenaglia 「挟撃!機械獣大作戦!」 - Kyōgeki! Kikaijū Daisakusen! – "Attacco a forbice! La battaglia delle bestie meccaniche!"                                                             | 13 giugno 2009    | 18 marzo 2011    |
| 12 | Fuga dalla fortezza sottomarina 「脱出!海底要塞サルード!」 - Dasshutsu! Kaitei Yōsai Sarūdo! – "Fuga! La fortezza sottomarina Saluud!"                                                            | 20 giugno 2009    | 18 marzo 2011    |
| 13 | Lorelei 「初恋?美少女ローレライ!」 - Hatsukoi? Bishōjo Rōrerai! – "Primo amore? La bella Lorelei!"                                                                                                | 27 giugno 2009    | 25 marzo 2011    |
| 14 | Segreti di famiglia 「慙愧!暴かれる兜家の大罪!」 - Zanki! Abakareru Kabuto-ke no Daizai! – "Vergogna! La colpa dei Kabuto allo scoperto!"                                                         | 4 luglio 2009     | 25 marzo 2011    |
| 15 | Sul bel Danubio blu 「対決!悲しみの青きドナウ!」 - Taiketsu! Kanashimi no Aoki Donau! – "Resa dei conti! Il triste Danubio blu!"                                                                  | 11 luglio 2009    | 1º aprile 2011   |
| 16 | La minaccia dei Kedra 「発掘!戦闘頭脳ケドラ!」 - Hakkutsu! Sentō Zunō Kedora! – "Scavi! Cervello combattente Kedra!"                                                                              | 18 luglio 2009    | 1º aprile 2011   |
| 17 | Ritorno al passato 「共闘!危険な過去への旅!」 - Kyōtō! Kiken na Kako e no Tabi! – "Fronte comune! Viaggio verso il pericoloso passato!"                                                           | 25 luglio 2009    | 8 aprile 2011    |
| 18 | L'ultimo giorno di Micene 「消滅!ミケーネの最後日!」 - Shōmetsu! Mikēne no Saigo hi! – "Annientamento! L'ultimo giorno di Micene!"                                                                | 1º agosto 2009    | 8 aprile 2011    |
| 19 | Il giorno più lungo (prima parte) 「遺恨!くろがね屋の一番長い日(前編)」 - Ikon! Kurogane ya no Ichiban Nagai hi (Zenpen) – "Rancore! Il giorno più lungo della casa Kuroganeya (Prima parte)"     | 8 agosto 2009     | 15 aprile 2011   |
| 20 | Il giorno più lungo (seconda parte) 「遺恨!くろがね屋の一番長い日(中編)」 - Ikon! Kurogane ya no Ichiban Nagai hi (Chūhen) – "Rancore! Il giorno più lungo della casa Kuroganeya (Seconda parte)" | 15 agosto 2009    | 15 aprile 2011   |
| 21 | Il giorno più lungo (terza parte) 「遺恨!くろがね屋の一番長い日(後編)」 - Ikon! Kurogane ya no Ichiban Nagai hi (Kōhen) – "Rancore! Il giorno più lungo della casa Kuroganeya (Ultima parte)"     | 22 agosto 2009    | 29 aprile 2011   |
| 22 | Il sonno di Ashura 「夢幻!眠れる繭のあしゅら」 - Mugen! Nemureru Mayu no Ashura – "Sogno! Il bozzolo in cui dorme Ashura"                                                                         | 29 agosto 2009    | 29 aprile 2011   |
| 23 | Il robot Ashura 「接近!機械獣あしゅら男爵!」 - Sekkin! Kikaijū Ashura-danshaku! – "Avvicinamento! Bestia meccanica Ashura"                                                                        | 5 settembre 2009  | 6 maggio 2011    |
| 24 | L'attacco del Dottor Hell 「死線!総攻撃Dr.ヘル」 - Shisen! Sōkōgeki Dr. Heru – "Tra vita e morte! Il grande attacco del Dr.Hell"                                                                  | 12 settembre 2009 | 6 maggio 2011    |
| 25 | La caduta di Bardos 「逆転!バードスの落日!」 - Gyakuten! Bādosu no rakujitsu! – "Inversione! Il tramonto di Bardos!"                                                                              | 19 settembre 2009 | 13 maggio 2011   |
| 26 | Vittoria! 「決着!ロケットパンチ百連発!」 - Kecchaku! Roketto panchi hyaku renpatsu! – "Conclusione! Raffica di cento Rocket Punch!"                                                               | 26 settembre 2009 | 13 maggio 2011   |

## Sigle

### Sigle di apertura
- Kanjite Knight (感じてKnight? "Cavaliere sensibile") (episodi 2 - 15) di ULTIMATE LAZY fo MAZINGER (LAZY, Kazuyoshi Saito, Tamio Okuda e JAM Project)
- Shugōshin - The Guardian (守護神-The guardian? "Genio - Il guardiano") (episodi 16 - 25) di JAM Project

### Sigle di chiusura
- Brand New World (episodi 1 - 13) di Natsuko Aso
- Tsuyoki mono yo (強き者よ? "Persona forte!") (episodi 14 - 25) di SKE48